# Frédéric Janssoone
Frédéric Janssoone (Ghyvelde, 19 novembre 1838 – Montréal, 4 agosto 1916) è stato un religioso francese dell'Ordine dei frati minori, vicario della custodia francescana di Terra Santa. Fu beatificato da Giovanni Paolo II nel 1988.

## Biografia
Nato in una famiglia di agricoltori benestanti, si sentì presto chiamato al sacerdozio ma, dopo la morte del padre, dovette abbandonare il seminario per aiutare la famiglia.
Dopo la morte della madre, il 26 giugno 1864 entrò nel noviziato dei francescani di Amiens: studiò filosofia a Limoges e teologia a Bruges, dove il 26 dicembre 1868 emise la professione solenne. Fu ordinato prete il 17 agosto 1870.
Nel 1876 fu inviato in Palestina e nel 1878 fu nominato vicario della Custodia di Terra Santa, carica che ricoprì fino al 1881. Fu poi inviato in Canada per raccogliere offerte in favore della comunità cristiana in Terra santa e si stabilì a Trois-Rivières.
In Canada Janssoone riorganizzò il terz'ordine secolare di San Francesco e promosse numerose opere di pietà e di culto.
Morì a Montréal.

## Culto
La causa fu introdotta il 26 giugno 1940 e il 21 marzo 1985 fu autorizzata la promulgazione del decreto sulle virtù eroiche di padre Janssoone, che divenne venerabile.
Il 28 marzo 1988 la Santa Sede riconobbe l'autenticità di un miracolo attribuito alla sua intercessione e papa Giovanni Paolo II lo proclamò beato nella basilica di San Pietro a Roma il 25 settembre 1988.
La sua tomba si venera nella cappella di Saint-Antoine del convento francescano di Trois-Rivières.
Il suo elogio si legge nel Martirologio romano al 4 agosto.